# کپور (سرده)
کپور (سرده) (نام علمی: Cyprinus) نام یک سرده از تیره کپورماهیان است. اکثر گونه‌های در شرق آسیا زندگی می‌کنند ولی فقط کپور است که در غرب آسیا و اروپا دیده می‌شود. از آنجایی که کپورها از جمله گونه‌های مهاجم هستند در دیگر نقاط دنیا هم دیده شده‌اند. از منظر آرایه‌شناسی زیستی کپور به ریشک‌ماهی زرورقی نزدیک هستند ولی کاراسیوس‌های اوراسیای شرقی (شامل ماهی قرمز) به کپور نزدیکی چندانی ندارند.